# Lucius Calpurnius Piso Caesoninus (consul in 112 v.Chr.)
Lucius Calpurnius Piso Caesoninus was een zoon van Lucius Calpurnius Piso Caesoninus (consul in 148 v.Chr.) en werd in 112 v. Chr, samen met Marcus Livius Drusus maior, aangesteld als consul.
In 107 v.Chr. deed Piso Caesoninus dienst als legatus en vertrok samen met de consul Lucius Cassius Longinus richting Gallië om de troepen van de oprukkende Cimbren tegen te houden. De expeditie zou echter uitlopen op een enorme nederlaag voor Rome. De Romeinse troepen werden in het gebied van de Allobroges opgevangen door een troepenmacht van de Tigurini en vernietigend verslagen. Zowel Piso Caesoninus als de consul Lucius Cassius Longinus vonden de dood op het slagveld.

## Voetnoot
1. ↑  Caesar, Commentarii de Bello Gallico I 7.
2. ↑  Livius, Periochae, 65 Online tekst (Engelse vertaling)